# Mark Morrison
Mark Morrison (ur. 3 maja 1972 w Hanowerze, Niemcy) – brytyjski wokalista R&B. Najbardziej znany ze swego singla "Return of the Mack". Utwór wspiął się na szczyt brytyjskiego zestawienia. Debiutancki album artysta nagrał w 1996 i został nominowany do 4 nagród Brit Awards. W 1997 Morrison trafił do więzienia za rozboje.

## Dyskografia
- 1996 "Return of the Mack"
- 1997 "Only God Can Judge Me"
- 2006 "Innocent Man" (Niedostępna w Polsce)
- 2014 "I am what I am" (Niedostępna w Polsce)